# Ingegnerizzazione
Il termine ingegnerizzazione  indica una fase lavorativa intermedia tra la progettazione di un manufatto e la sua produzione.
Una volta eseguita la progettazione, ovvero dopo aver realizzato fisicamente uno o più prototipi del manufatto (quando applicabile) o impostata l'architettura concettuale (requisiti del prodotto), semplice o complesso che sia, segue la fase di ingegnerizzazione, necessaria a portare piccole correzioni alle specifiche iniziali, con l'intento di migliorarne le caratteristiche, ma nel contempo mettere in pratica le soluzioni tecniche migliori, volte a ottimizzare la successiva fase di produzione, nonché agevolarne l'eventuale manutenzione (ciclo di vita). In questa fase si sceglie anche quale aspetto dare al prodotto, per renderlo di massimo gradimento all'eventuale acquirente. Solitamente, l'ingegnerizzazione fa parte della fase di sviluppo (quella che segue la progettazione vera e propria).
Giungere ad una buona ingegnerizzazione comporta solitamente maggiori costi in termini di tempo e denaro da parte del produttore, pertanto non sempre il risultato è felice. Un esempio pratico puramente tecnico è costituito dal metodo adottato dai costruttori di autovetture per la sostituzione delle pastiglie dei freni delle ruote anteriori; vi sono autovetture attuali il cui intervento comporta lo smontaggio delle ruote, con relativi tempi di lavoro piuttosto lunghi, a differenza di altre soluzioni ingegneristiche magari più costose ma eleganti e raffinate dal punto di vista tecnico, come ad esempio quelle adottate sulla popolare vecchia autovettura italiana Alfasud, le cui pastiglie si potevano sostituire in pochi secondi aprendo semplicemente il cofano motore.
L'ingegnerizzazione è un concetto impiegato anche nella realizzazione di servizi e delle architetture ICT e si traduce, in pratica, nel definire, pianificare e provare l'ambiente di produzione/erogazione del sistema prima dell'avviamento. Anzi: negli ultimi decenni sono propri questi ambiti ad aver messo a punto innovativi processi, tecnologie e metodi di ingegnerizzazione, data la rapida obsolescenza cui sono caratterizzati.